# エボシダイ科
エボシダイ科（学名：Nomeidae）は、スズキ目イボダイ亜目に所属する魚類の分類群の一つ。未成魚がクラゲや流れ藻に付いて浮遊生活を送ることで知られるグループで、エボシダイ・ハナビラウオなど3属16種が所属する。科名（模式属名 Nomeus）の由来は、ギリシア語の「nomeys（羊飼い）」から。

## 分布・生態
エボシダイ科の魚類はすべて海水魚で、世界中の温帯から熱帯・亜熱帯にかけての海に幅広く分布する。日本近海からは少なくとも3属8種が報告され、スジハナビラウオなど一部が食用として利用される。
多くのイボダイ亜目の仲間に共通する特徴として、エボシダイ類の仔稚魚はクラゲや流れ藻に帯同した浮遊生活を送る。成魚は深海に移行し、中層あるいは底層で暮らすとみられているが、詳細な生活史はよくわかっていない種類が多い。

## 形態
エボシダイ科の仲間は左右に平たく側扁し、体型は円形から楕円形までさまざま。体長10–30 cmほどの種類が多いが、大型種では1 mを超えることもある。吻（口先）は尖らず、柔らかみを帯びる。尾柄部に肉質のキール（隆起）をもたず、近縁のオオメメダイ科・ドクウロコイボダイ科との鑑別点となっている。
背鰭は2つあり、第1背鰭は9–12本の細長い棘条、第2背鰭は0–3棘15–32軟条で構成される。臀鰭は1–3棘14–30軟条で、腹鰭は成魚にも存在する。

## 分類
エボシダイ科にはNelson（2016）の体系において3属16種が認められている。
- ボウズコンニャク属 Cubiceps

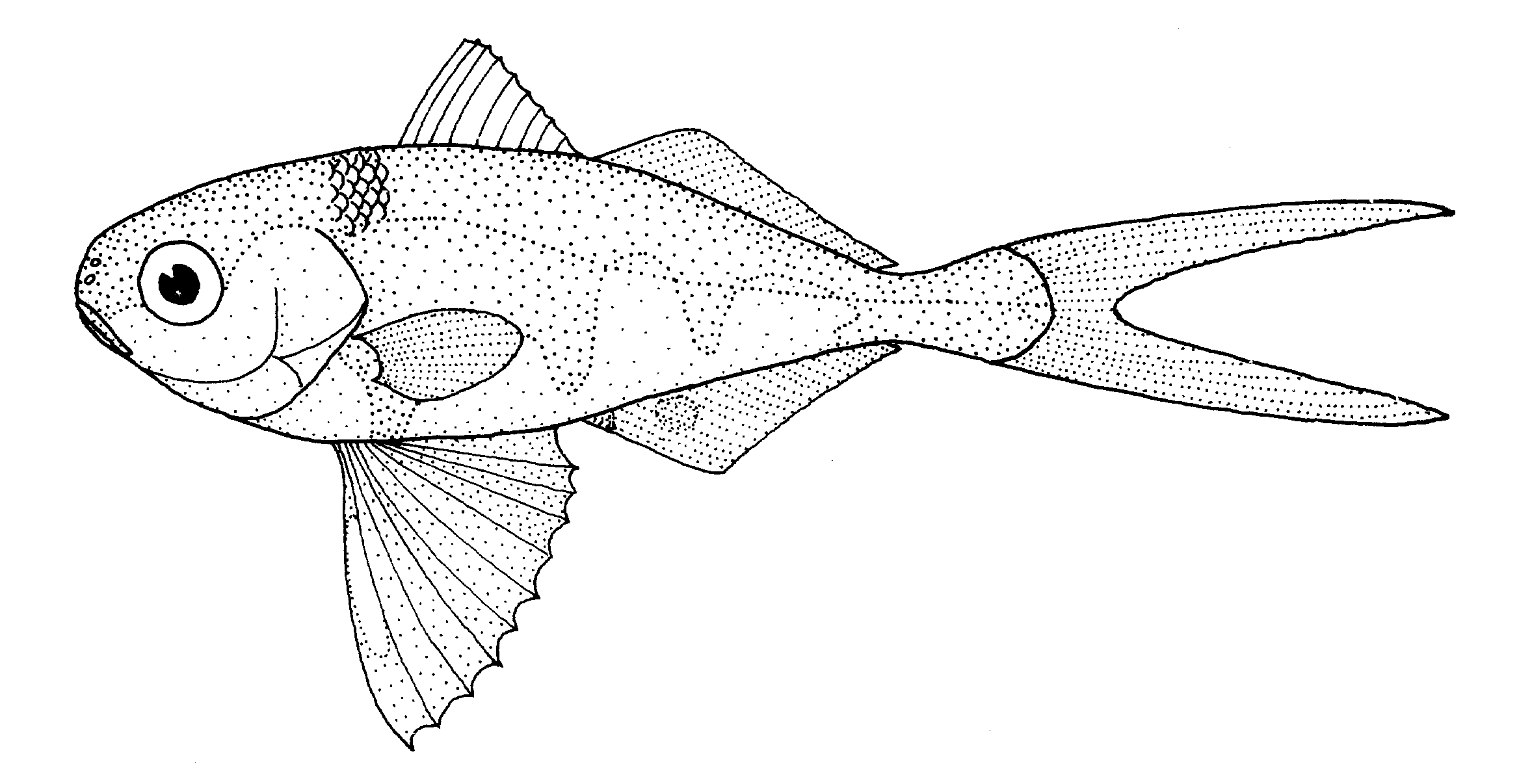
エボシダイ Nomeus gronovii （エボシダイ属）。全世界の熱帯海域に広く分布し、しばしばカツオノエボシと帯同する。クラゲの刺胞による攻撃を免れる上に、触手を捕食することさえある

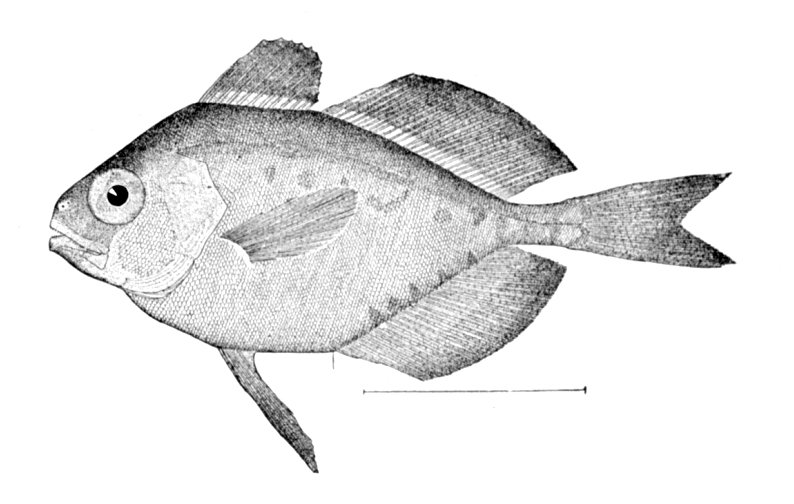
ハナビラウオ Psenes pellucidus （スジハナビラウオ属）。主にユウレイクラゲやイボクラゲとともに生活する

  - オキメダイ Cubiceps baxteri
  - ミナミオキメダイ Cubiceps caeruleus
  - ハナスベオキメダイ Cubiceps capensis
  - Cubiceps gracilis
  - Cubiceps kotlyari
  - Cubiceps macrolepis
  - Cubiceps nanus
  - ユメオキメダイ[5] Cubiceps paradoxus
  - ホソオキメダイ Cubiceps pauciradiatus
  - ボウズコンニャク Cubiceps whiteleggii[6]
- エボシダイ属 Nomeus
  - エボシダイ Nomeus gronovii (Gmelin, 1789)
- スジハナビラウオ属 Psenes
  - クラゲウオ Psenes arafurensis
  - スジハナビラウオ Psenes cyanophrys
  - シマハナビラウオ Psenes maculatus
  - ハナビラウオ Psenes pellucidus
  - ヒガシハナビラウオ Psenes sio